# Mirela Pașca (handbalistă)
Mirela Mădălina Pașca (n. Nichita, 26 septembrie 1985, în Tulcea) este o handbalistă din România care joacă pentru CS Măgura Cisnădie. Ea a fost, de asemenea, componentă a lotului lărgit al echipei naționale a României.

## Palmares
- Liga Campionilor:
  - Turul 2: 2005, 2006

- Cupa Cupelor:
  - Sfertfinalistă: 2003
  - Optimi: 2016
  - Turul 4: 2004

- Liga Europeană:
  - Turul 3: 2023

- Cupa EHF:
  -  Finalistă: 2012
  - Sfertfinalistă: 2005
  - Grupe: 2020
  - Turul 3: 2006, 2007, 2011, 2013

- Liga Națională:
  -  Câștigătoare: 2004, 2005
  -  Medalie de argint: 2006
  -  Medalie de bronz: 2012, 2018

- Cupa României:
  -  Câștigătoare: 2003
  -  Finalistă: 2017
  -  Medalie de bronz: 2004, 2015
  - Semifinalistă: 2006, 2013, 2014

- Supercupa României:
  -  Finalistă: 2011

- Campionatul Mondial pentru Junioare:
  -  Finalistă: 2003